# Niño Ramírez
Niño T. Ramírez (16 gennaio 1912 – ...) è stato un lunghista, ostacolista e cestista filippino.

## Carriera
Con le Filippine ha disputato le Olimpiadi del 1936, classificandosi al 5º posto.